# John Hawkins (autore)
Sir John Hawkins (Londra, 29 marzo 1719 – Londra, 21 maggio 1789) è stato un musicista, saggista e musicologo inglese.
Fu il pioniere di una nuova branca di studi, la musicologia. Fu amico di Samuel Johnson e Horace Walpole. Fece parte del club letterario The Club fondato da Johnson ma ne uscì ben presto per disaccordo con alcuni degli altri soci. La sua amicizia con Johnson fu salda e duratura e ne fu nominato esecutore testamentario. Sposò l'ereditiera Sidney Storer e fu il padre della scrittrice Laetitia Hawkins.
Durante la sua vita scrisse molte opere, compresa A General History of the Science and Practice of Music e la biografia di Samuel Johnson in ricordo dell'amico perduto. Fu nominato magistrato e in seguito divenne Presidente di tribunale nel Middlesex. Nel 1772 fu nominato baronetto per i suoi servigi.

## Biografia
Hawkins, in un primo momento, seguì le orme del padre per diventare architetto. Tuttavia, prima dei 30 anni mise su un'attività da avvocato. Nel 1753, sposò Sidney Storer e dopo che sua moglie ereditò una grossa fortuna a seguito della morte di suo fratello, Hawkins nel 1759 si ritirò da tutti gli impegni professionali. Nel 1760 la famiglia si trasferì a Twickenham, dove Hawkins pubblicò una edizione di The Complete Angler; Or, Contemplative Man's Recreation: Being a Discourse On Rivers, Fish-Ponds, Fish, and Fishing di Izaak Walton.  Nel 1763, pubblicò un documento sullo stato delle strade che è stato considerato la base del Highway Act del 1835.
Hawkins impiegò 16 anni per scrivere A General History of the Science and Practice of Music, pubblicata in cinque volumi nel 1776. Dapprima venne giudicata positivamente, ma divenne ben presto oggetto di critiche, in specie dovute ad artisti come John Wall Callcott, che compose una canzone di scherno contro Hawkins. L'opera di Hawkins venne nettamente superata da General History of Music (1776-89) di Charles Burney. Tuttavia, negli anni successivi la storia della musica scritta da Hawkins venne rivalutata e considerata superiore a quella scritta da Burney. In particolare, quanto detto da Burney su autori come Handel e Bach venne ritenuto inadeguato.
A poche ore dalla morte di Johnson, gli editori Thomas Cadell e William Strahan chiesero ad Hawkins di scrivere una biografia e curare una edizione delle opere di Johnson. Hawkins subito scrisse la prima biografia completa di Johnson, Life of Samuel Johnson (1787). Questa biografia venne ampiamente superata, tranne che per gli specialisti, dalla più ampia e colorita opera Life of Johnson di James Boswell pubblicata nel 1791. Hawkins certamente frequentò Johnson per un tempo circa il doppio di quello di Boswell, cioè sin dagli anni 1740, e la sua opera ci riferisce in modo più dettagliato di alcuni aspetti di Johnson. Hawkins condivideva la natura molto religiosa di Johnson e gli fu vicino nell'attimo finale, a differenza di Boswell che si era trattenuto in Scozia per alcuni mesi.